# Carretera Federal 85D
La Carretera Federal 85D es una autopista de cuota que recorre gran parte de México, desde la Frontera de Estados Unidos en Nuevo Laredo, Tamaulipas, hasta Ecatepec de Morelos, Estado de México, siendo una de la más importantes del país. Tiene una longitud de 367.8 km. Es una alternativa de alta velocidad a la vecina Carretera Federal 85 de 1174 km ya que no tiene curvas.
La Carretera Federal 85D recorre los estados de Tamaulipas, Nuevo León, Hidalgo, Estado de México y Ciudad de México.

## Trayecto

### Tamaulipas
- Nuevo Laredo – Carretera Federal 15

Villa Maneiro
- Villagrán (Tamaulipas)
- Hidalgo (Tamaulipas)
- Güémez

Ciudad Victoria
- Llera
- Xicoténcatl (Tamaulipas)
- Ciudad Mante

Antiguo Morelos

### Nuevo León
- Vallecillo
- Los Cavazos
- Los Pilares
- Sabinas Hidalgo
- Salinas Victoria
- Ciénaga de Flores
- General Zuazua
- Apodaca
- Ciudad General Escobedo
- San Nicolás de los Garza
- Monterrey-Carretera Federal 40
- Santiago (Nuevo León)
- Allende (Nuevo León)
- Montemorelos
- Linares (Nuevo León)

### San Luis Potosí
- Ciudad Valles
- Tanlajas
- San Antonio (San Luis Potosí)
- Aquismon
- Tancanhuitz
- Huehuetlán (San Luis Potosí)
- Coxcatlán (San Lui Potosí)
- Axtla
- Matlapa
- Tamazunchale

### Hidalgo
- Chapulhuacan
- Pisaflores
- La Misión (Hidalgo)
- Jacala
- Zimapan
- Tasquillo
- Ixmiquilpan
- Santiago de Anaya
- San Salvador (Hidalgo)
- Actopan (Hidalgo)
- El Arenal (Hidalgo)
- San Agustín Tlaxiaca
- Pachuca de Soto
- Acayuca
- Zapotlán de Juárez
- Tolcayuca
- Tizayuca- Carretera Federal 85D
- Huitzila

### Estado de México
- Santa María Ajoloapan
- Tecamac de Felipe Villanueva
- San Martin Atzacatepec
- Ojo de Agua
- Ecatepec de Morelos
- Tlalnepantla de Baz

### Ciudad de México
- Villa Gustavo A. Madero